# Hartwig Ludwig Christian Bacmeister
Hartwig Ludwig Christian Bacmeister (în rusă Логин Иванович Бакмейстер, n 15 martie 1730, Lüdersdorf – d. 22. mai/3 iunie 1806, Sankt Petersburg) a fost un istoric, geograf, lingvist și bibliograf german.
Fiul preotului Johann Christoph Bacmeister (n. 1680 – d. 1739) și al lui Anna Christine Bölte, Hartwig Bacmeister a studiat dreptul la Universitatea Jena, precum și istoria și lingvistica la Universitatea Georg-August din Göttingen. Între 1760 și 1762 a lucrat ca tutore în Livland. Prin intermedierea geografului Anton Friedrich Büsching, Bacmeister a plecat cu vărul său Johann Vollrath Bacmeister și cu alți învățați din Göttingen (Georg Thomas von Asch, Johann Albrecht Euler, Johann Tobias Lowitz, Peter Simon Pallas) la Sankt Petersburg.
La Academia Rusă de Științe și-a aprofundat sub îndrumarea lui Gerhard Friedrich Müller și lui August Ludwig von Schlözer cunoștințele de istorie, geografie și de limba rusă. De colegii din Göttingen l-a legat o colaborare și o prietenie lungă.
În 1776 a fost numit inspector al Gimnaziului academic din St. Petersburg. După doi ani a demisionat din această funcție, pentru a se dedica în totalitate cercetărilor sale. În această perioadă a fost numit membru al Societății Imperiale Economice din Sankt Petersburg. A primit și alte funcții în onoarea realizărilor sale, iar Ecaterina a II-a l-a decorat cu Ordinul Sfântului Vladimir.
După scrierile timpurii despre universitățile din Dorpat (estonă Tartu) și Pernau (estonă Pärnu), s-a dedicat redactării operei sale despre Petru cel Mare, întreprindere desfășurată de-a lungul mai multor ani. A editat de asemenea revista „Russische Bibliothek”, prima revistă bibliografică din Rusia; scopul ei era să indice și să prezinte din punct de vedere neutru fiecare carte apărută în Rusia. În plus, a fost autorul multor lucrări spirituale, geografice și lingvistice. A trudit să traducă aceste opere în limba germană.